# Wat Paknam Bhasicharoen
Chùa Cổng Nước hay Wat Paknam Bhasicharoen (tiếng Thái: วัดปากน้ำภาษีเจริญ, đọc là Vát Bác-nam Ba-xi-cha-lơn) là một trong những ngôi chùa rất lớn ở Bangkok, là nơi tu hành của các sư tăng trong thành phố và trên khắp thế giới.
Chùa Paknam là nơi có nhiều tăng sĩ Việt Nam đến tu học trong nhiều thập niên qua, và cũng thường là nơi tạm trú của các vị Tỳ kheo Việt Nam mỗi khi có dịp sang Bangkok. Hiện nay, có 5 vị Tỳ kheo Việt đang tu học tại đây. Ngôi chùa nằm trên đường Toed Thai Road, quận Phasi Charoen, Thonburi và có thể đến đây bằng đường bộ hay bằng đường thủy từ Thachang hay Tha Saphan Phut đều được.

## Mô tả
Chùa có kiến trúc gỗ khá đặc sắc nhất là chánh điện. Ngay tại chánh điện, chùa phối thờ Phật cùng với những tổ sư kiến tạo nên ngôi chùa. Đặc biệt bức tượng vị tổ sư  được dát hoàn toàn bằng vàng lá mà Phật tử cúng bái. Hầu như trong khắp ngôi chùa đều có hình ảnh và tượng của vị tổ sư này. 

## Giá trị
Chùa ít được du khách tham quan nhưng lại là nơi được người dân tìm đến vì nơi đây là nơi sản xuất những mặt tượng Phật cực kỳ tinh xảo và giá trị. Ngoài ra chùa còn là nơi nuôi dưỡng và đào tạo những vị sư từ khắp đất nước và nước ngoài theo học.